# Petre Frunză
Petre Frunză (n. 29 iunie 1860, Nicorești, Tecuci - d. ?) a fost unul dintre generalii Armatei României din Primul Război Mondial.
:p. 122
A îndeplinit funcția de comandant al Diviziei 5 Infanterie în campania anului 1916.

## Cariera militară
După absolvirea școlii militare de ofițeri cu gradul de sublocotenent, Petre Frunză a ocupat diferite poziții în cadrul unităților de artilerie sau în eșaloanele superioare ale armatei, cele mai importante fiind cele de comandant al Regimentului 9 Artilerie  și comandant al Brigăzii 2 Artilerie.
În perioada Primului Război Mondial, a îndeplinit funcția de: comandant al Diviziei 5 Infanterie, în perioada 15 august - 25 august 1916, când i se ia definitiv comanda pentru modul defectuos în care a condus divizia în perioada inițială a războiului.

## Decorații
- Ordinul „Steaua României”, în grad de cavaler (1904)
- Ordinul „Coroana României”, în grad de ofițer(1897)
- Semnul onorific de aur pentru serviciu militar de 25 de ani (1913)[1]:p. 432
- Medalia jubiliară „Carol I”, (1909)[2]:37